# 島崎和歌子
島崎 和歌子（しまざき わかこ、1973年〈昭和48年〉3月2日 - ）は、日本の歌手、タレント、女優。所属事務所はゴールデンミュージックプロモーション。愛称は「和歌ちゃん」「ワッコさん」。本名の表記は同じだが、「しまさき わかこ」と読む。高知県出身。

## 略歴
1973年、高知県南国市で誕生。名前は父親が女優の酒井和歌子にちなんで名付けた。
1987年夏、大過なく過ぎていく人生に疑問を抱き「何か思い出に残る大きなアクシデントが欲しい」と思い立って「ロッテ CMアイドルはキミだ!」に応募。中山美穂の「50/50」を歌って準優勝、芸能事務所ゴールデンミュージックプロモーション社長の市村義文にスカウトされる。父親は猛反対したが、これを押し切って芸能界入りを決め、高校入学のタイミングで上京。
1989年1月、フジテレビ系列で放送されたテレビドラマ『こまらせないで!』で女優デビュー。同年5月、ポリドールから「弱っちゃうんだ」でアイドル歌手デビュー。同期歌手デビューに親友の田村英里子や、深津絵里・中山忍・石原詢子・星野由妃・マルシア・千葉美加・川越美和らがいる。
同年7月には、小沢なつきの降板により打ち切りとなった『魔法少女ちゅうかなぱいぱい!』の後番組として急遽制作が決定した『魔法少女ちゅうかないぱねま!』のヒロインに抜擢され、幼年層の支持を得た。デビュー2年目の1990年には、東宝映画『スキ!』で映画初出演にして主演に抜擢される。
1991年に放送開始の『クイズ!当たって25%』（1992年3月まで）、および『オールスター感謝祭』（2024年時点で30年以上に渡って）の司会を務めている（後述）。以降はアイドルから、徐々にバラエティー番組にシフトしていき、バラエティアイドル（通称・バラドル）の一人として活躍。
2001年、写真集『wakako』でセミヌードを披露。デビュー以来初の握手会を実施した。
2003年にはDJのトシユキゴトウ (Toshiyuki Goto) とクラブで抱擁やキスを繰り返していた、と『週刊女性』で報じられた。この件について、キスはあいさつのようなものであるとして、交際を否定した。
2008年にはデビュー20周年を記念してボックス・セット『島崎和歌子 20th anniversary BOX』を発売、サンシャインシティ噴水広場で開催された20周年記念イベントではデビュー曲『弱っちゃうんだ』を17年ぶりに披露した。2009年には自らが主演するドラマ『オーバー30』の主題歌『Happy Life 〜明日に向かって〜』を発売、島崎和歌子名義では16年ぶりとなる楽曲となった。この曲のレコーディングにあたりボイストレーニングに通い、カップリング曲「世界で一番熱い夏」でもハイトーンボイスを披露。『オーバー30』では専業主婦役を演じる一方で実生活では独身であることに注目が集まったが「焦りはない」と明言した。
2011年以降は、美容に関係した活動が増加している。『週刊女性』で美容関係の連載を持つほか、2012年には美容書『美人』を発売、記念イベントではマツコ・デラックスが「無駄にキレイ」と評した。
2016年には東映アニメーション制作の映画「ポッピンQ」で高知出身の主人公の母親役を演じ、ネイティブな土佐弁を劇中で披露した。声優を務めるのは今作品が初。
2023年、2度目の連続テレビ小説出演となる『らんまん』では、出身地・高知の女性である楠野喜江役を演じた。

## 人物
- デビュー時のキャッチフレーズは「ワカコドキドキ」だった。
- 好物は豚足で、3時の間食として日常的に食べている。子供の頃、おやつが豚足でなくチョコレートだとガッカリしていた[18]。
- デビュー前、特に中学生時代はスレンダーかつ美少女だったと言われる[18]。
- 実家は兼業農家で、母親が喫茶店経営。「ド田舎にありがちな、お客さんが農作業帰りの常連さんばかり」な喫茶店で、都会のおしゃれなカフェのウェイトレスに憧れていた[18]。布袋寅泰のファン[19]。
- 出演した映画『ふたり』の主題歌「草の想い」は、主演であった石田ひかり・中嶋朋子・大林宣彦が歌ったもの以外に、劇中で島崎が歌っている。
- 3人きょうだいの長女で、妹と弟がいる。
- 趣味は料理・読書・作詞・カラオケ・散歩・ゴルフ。
- 2005年7月から地元・高知県の観光特使を務めている。
- 2012年10月にジュニア野菜ソムリエを取得した。
- 芸能人との交流が多く、マツコ・デラックス、相田翔子は友人[5]。
- 2022年、ダチョウ倶楽部・上島竜兵の出棺に際し、若い頃自分のファンだったという事で若い頃の写真集を上島の胸に置いた[20]。
- 酒豪であり、酒癖の悪さでも知られる[21]（後述）
- 過去に元SMAPの中居正広と交際の噂が出たことがある。
- 人柄について、モト冬樹から「大雑把に見えるけど繊細だし、楽しいことが大好きで、実は俺と似たようなタイプだと思ってる」と評された[5]。
- モットーは「どんなことでもコツコツと積み上げていくこと」[5]。
- 2024年現在もガラケー（携帯電話）を使っている[注 2]。

## エピソード

### 子供時代
生家は裏が山で、窓を開ければカブトムシが侵入し、知人宅を訪ねれば道中にイノシシが出没するという自然豊かな環境にあった。幼い頃は人見知りが激しく、来客があると泣き出す子供だった。幼稚園では同じ園に通う竹馬の上手な男児に恋愛感情を抱くが、特に進展はなかった。
南国市立岡豊小学校入学後は近所の男児と遊ぶようになり、夏には川へ行き半裸で水泳に興じるなど、快活な少女に成長した。後に同小学校が100周年を迎えた際には、卒業生として記念行事に出席、トークショーを行い、恩師やかつての級友と再会している。
南国市立北陵中学校では卓球部に所属、レギュラーとして県大会にも出場した。この頃、卓球部の先輩から交際を申し込まれるが、周囲は中学生の男女交際など論外という風潮であり、両親に長時間説諭される。自身もこうした価値観に影響され、「彼氏とキスした」と話す級友には「ふしだらで許せない」と、嫌悪感を抱いていた。またバレンタインデーには相手がおらず、女子生徒同士でチョコレートの交換会を行っていた。

### 上京後からのアイドル活動
上京後は寮に入って定時制高校に通いながら、歌・振り付け・芝居のレッスンを受けた。上京当初は高層ビルの高さと数の多さ、テレビのチャンネルの多さに驚かされ、休日にはテレビばかり見ていたという。デビュー曲「弱っちゃうんだ」のプロモーションでは、スタッフの意向で他のアイドルとの差別化を図られ、しばらくの期間ショートヘアで黄色いパンツスーツの衣装で活動した。故郷の高知では、チャンネル数の関係で島崎が出演する番組が放送されておらず、あまり認知されていなかった。
当時はアイドル全盛期が終焉を迎えつつあり、歌番組が減少し、バンドブームが到来した。「アイドル冬の時代」と呼ばれる状況でも、1991年3月には平成3年3月3日午後3時33分の「3並び開演」となった東京公演など、6箇所を巡る全国ツアー「みんなに会いたい! WAKAKO SUN SUN」を開催した。1993年、20歳を迎えて発売したシングル『HのあとにはI（愛）がある』ではヘソ出しの衣装で挑発的なタイトルの曲を歌い、1994年発表のアルバム『ブルージィ・バケーション』では一転して大人びた雰囲気でまとめるなど、楽曲はバラエティーに富んでいた。このアルバムを最後に歌手活動に区切りをつけ、企画物を除いて楽曲を発表することはなくなった。歌手活動の中断はプロダクション社長の判断によるもので、本人も売上不振を認め同意したという。
ほどなくしてバラエティ出演が増えると、井森美幸らのバラドルが登場し始めた。同期アイドルが主に歌手から女優に転向する中、本人は先輩たちの後を追うように、人気バラドルの一人として次第に存在感を増していった。1997年の『わいわいティータイム』では肥満気味であることを認め、番組の企画としてダイエットに挑戦するなど、仕事の内容も変わっていった。

### オールスター感謝祭
始まりはアイドルとして売り出し中の1990年から1991年に放送されていたTBSテレビの深夜バラエティ番組『青春!島田学校』にレギュラー出演したことであり、これがTBS初レギュラー、島田紳助との初対面となった。後に『オールスター感謝祭』の初代プロデューサーとなる加藤嘉一が担当していたこともあり、18歳ながらその進行力が評価され、加藤や紳助の意向により1991年秋から『オールスター感謝祭』とレギュラー版である『クイズ!当たって25%』の司会に大抜擢されることとなった。
『25%』は半年で終了したが、1992年以降も『感謝祭』は毎年春・秋の改編期の特別番組として放送されている（2024年4月現在）。紳助が2011年8月に芸能界を引退し降板するまで20年に渡りコンビを組んだ。紳助は仕事に厳しいイメージを持たれるが、彼から怒られたことはないとのこと。
『感謝祭』の初回当時は、タレントとしての知名度が低かったため抜擢に驚いた。長時間の番組の司会は初めてだったため、週に何度もTBSに通ってアナウンサーから発声やイントネーションの指導を受け、番組のリハーサルを重ねてから本番に臨んだ。
当初はアシスタントのポジションで問題の読み上げが中心だった。20代半ばから司会として認められるようになり、現在では問題読み上げに加えて事実上の進行役を兼ねている。放送開始から30年以上経った2024年現在ではベテラン出演者となり、スタッフの立場で発言することも多い。字幕上でも紳助および後任の今田耕司とともに「総合司会」との肩書きが付けられている。
2015年秋以降は、番組で唯一の皆勤出演者であり（2024年3月現在）、過去に島崎が司会者席から退席したのは4回（1999年3月27日・2014年3月29日・2014年10月4日・2015年4月4日）のみである。

### 酒豪・酒癖
飲酒に関して、本人は「量を飲むというより、（時間をかけて）長く飲んじゃう」と述べているが、実際には以下にあるように酒豪である。観月ありさとは昔からの飲み友達で、一度飲み始めると非常に長時間飲み続けるといい、観月は過去に「朝4時ぐらいからようやくエンジンがかかってくる」と語っている。モト冬樹・大久保佳代子・いとうあさこも飲み仲間である。2023年10月5日放送分の『ぽかぽか』で高見盛が過去最高に飲酒したのは「ジョッキで10杯(ビールのことと思われる)」と話すと、島崎は「そんなもんですか」と返した。色んな人と楽しくお酒を飲みたいと思っているが、近年お酒を飲まない若者が増えたこともあって、昔に比べると外に飲みに行く機会は減っているという。
同じく酒癖の悪さで知られる和田アキ子になぞらえて「ミニアッコ」、「ワッコ」とも呼ばれる。和田・竹山隆範・サバンナによれば、アッコファミリーの酒席でサバンナ高橋茂雄と抱擁しているのを八木と出川哲朗が制止した。竹山はアッコより「もっと恐ろしいワッコってのが出てきた」と述べた。

## 出演

### 現在の出演番組

#### レギュラー
- ホンマでっか!?TV（フジテレビ）※磯野貴理子と隔週で出演。
- 人生最高レストラン（2019年10月5日 - 、TBS）
- ワカコさんとマサルくんのお宅は買わないの??（2022年5月 - 、テレビ朝日）※MC
- ぽかぽか（2023年1月12日 - 、フジテレビ）※木曜レギュラー

#### 特番
- オールスター感謝祭（TBS） ※春と秋の2回

### 過去の出演番組
- ドキッ!丸ごと水着!女だらけの水泳大会（1989年 - 1990年、フジテレビ）
- 東京イエローページ 二代目Page7として出演（1990年4月 - 1990年9月、 TBS）
- 青春!島田学校（1990年4月 - 1991年9月、TBS）
- おしえて!ガリレオ（日本テレビ）
- わいわいスポーツ塾（TBS）[40]
- 情報!もぎたてサラダ火曜・木曜（TBS）
- わいわいティータイム（TBS）
- クイズ天下一品博物館（TBS）[41]
- 噂の!東京マガジン（TBS）
- 2時ワクッ!月曜（関西テレビ）
- クリック!火曜MC（日本テレビ）
- メ〜テレワイド・サンダー5（メ〜テレ）
- メ〜テレワイド・ウルたま（メ〜テレ）
- クイズ!当たって25%（1991年 - 1992年、TBS）※司会
- まっ昼ま王!!（1994年 - 1995年、テレビ朝日）
- 世界の超豪華・珍品料理（1993年 - 1996年、フジテレビ）　※準レギュラーレポーター
- ものまね王座決定戦（1997年 - 1999年、フジテレビ）※司会
- 大阪ほんわかテレビ（1999年 - 2015年、読売テレビ）
- 得するテレビ（1999年 - 2002年、テレビ朝日）
- あかたのげん（テレビ東京）
- にこいち 〜スーパースター友情列伝〜（2004年 - 2005年、ABCテレビ）※準レギュラー
- NHKジュニアスペシャル・新シルクロード（2005年、NHK教育）
- 紘一・和歌子 もうひとつの日本（朝日ニュースター）
- ガダルカナル・タカのでるネット編集部（BS-iほか）
- 直撃!!ウワサの5人（フジテレビ）
- 朝はビタミン!（? - 2008年9月、テレビ東京）[42]
- ショッピンポン!（2006年 - 2009年、TBS「ピンポン!」の直前番組「もうすぐピンポン!」の通販コーナー）
- ピンポン!（2006年 - 2009年、TBS）※金曜パートナー
- サカスさん（TBS） ※金曜日「サカス婦人会」メンバー
- ひるしょぴ!（TBS『ひるおび!』の直前番組「もうすぐひるおび!」の通販コーナー）
- 明石家サンタの史上最大のクリスマスプレゼントショー（1990年 - 1999年・2009年、フジテレビ）
- 世界入りにくい居酒屋（2014年 - 2018年、NHK BSプレミアム）　※不定期出演
- グランマルシェ（TBSグループ）によるテレビショッピング番組
  - 買いテキ!通販ツウ（TBS）
  - 買いテキ!サンデー（TBS）
- あなたが出会った 昭和の名曲（2017年4月6日 - 2019年3月28日、BS11）※司会
- BOAT RACEライブ 〜勝利へのターン〜（2011年4月 - 2021年3月、BSフジ）※司会
- スイッチ!（2017年4月 - 2022年3月、東海テレビ）※月曜 → 隔週月曜コメンテーター
- 小泉孝太郎&ムロツヨシ 自由気ままに2人旅（2022年9月28日、フジテレビ）- 島崎のファンである小泉純一郎と初の対面[43][44]
- ヒルナンデス!（日本テレビ）※いとうあさこ（or佐藤栞里）・森口博子と共に火曜日コーナーを担当していた。
- 島崎和歌子のどうしてる?更年期（2022年10月8日 - 2023年3月、LaLa TV）[45]

### テレビドラマ
- こまらせないで!（1989年1月 - 3月、フジテレビ系） - 牧村由美 役 ※ドラマ初出演
- 大河ドラマ「春日局」（1989年1月、NHK総合）※豊臣秀吉の女中役ということで、冒頭のクレジットに名前が出ている。
- 魔法少女ちゅうかないぱねま!（1989年7月 - 12月、フジテレビ系） - いぱねま 役※初主演
- ゴメンドーかけます（1989年8月 - 9月、フジテレビ系） - 花子 役
- いつも誰かに恋してるッ（1990年1月 - 3月、フジテレビ系） - 田川久美 役
- スクール☆ウォーズ2（1990年9月 - 12月、TBS系） - 篠原由紀子 役
- 学校へ行こう!（1991年4月 - 6月、フジテレビ系）
- ルージュの伝言 VOL.14「冷たい雨」（1991年7月、TBS系）
- 素敵にダマして!（1992年4月 - 6月、日本テレビ系） - モモコ 役
- 愛するということ（1993年1月 - 3月、TBS系） - 月村直子 役
- 新幹線物語'93夏（1993年7月 - 9月、TBS系） - 井出和枝 役
- ニュー・三匹が斬る!（1994年1月 - 4月、テレビ朝日系） - お軽 役 ※時代劇初出演
- 魔の季節（1995年4月 - 6月、TBS系） - 桐生美沙 役
- 女囚・塀の中の女たち（1995年10月5日、TBS系）
- 水戸黄門（TBS系）
  - 第24部 第10話「盗まれた三葉葵の印籠・高知」（1995年11月20日） - お京 役
  - 第32部 第12話「奉公先は子だくさん・仙台」（2003年11月3日） - 良江 役[46]
  - 第40部 第11話「悪を一喝 世話焼き美人・象潟」（2009年10月19日） - おちか 役
- 日曜ドラマ「女にも七人の敵」〜サマータイム・ブルース〜（1996年2月、NHK BS2）
- はぐれ刑事純情派 第9シリーズ 第10話（1996年6月12日、テレビ朝日系）
- 総理と呼ばないで第一話「史上最低の男」（1997年4月8日） - 女性議員 役
- 土曜ワイド劇場「温泉若おかみの殺人推理」 第6作（1997年5月3日、テレビ朝日系） - 笹塚明子 役
- 大江戸弁護人・走る!（1999年8月、テレビ朝日系）
- 連続テレビ小説（NHK総合）
  - 「すずらん」（1999年4月） - 常盤春子 役
  - 「らんまん」（2023年4月24日 - 9月） - 楠野喜江 役[17]
- ビッグウイング（2001年1月 - 3月、TBS系） - 丸岡玉子 役
- サラリーマン金太郎3（2002年1月 - 3月、TBS系） - 岡野貞美 役[6]
- 土曜ワイド劇場「はみだし弁護士・巽志郎6」（2002年8月17日、テレビ朝日系） - 岡崎ゆかり 役
- 和田アキ子 特別企画ドラマ ザ・介護番長（2005年4月7日、TBS系）
- 慶次郎縁側日記2 第8話「昔の女」（2005年11月25日、NHK総合） - おもん 役[47]
- 水曜ミステリー9「不倫調査員・片山由美8 京都・着付け教室美人妻殺人事件」（2006年8月2日、テレビ東京系） - 中山千津子 役[48]
- 愛の劇場三代目のヨメ!（2008年1月7日 - 2月29日、TBS系） - 米田菜津子 役 ※帯ドラマ初主演
- Around40〜注文の多いオンナたち〜 第1話（2008年4月11日、TBS系）
- ひるドラ オーバー30（2009年1月 - 3月、TBS系） - 江藤愛子 役 ※主演
- 大河ドラマ「龍馬伝」（2010年1月 - 11月、NHK総合） - 坂本千野 役[49]
- 金曜プレミアム 本当にあった女の人生ドラマ「がめつい女」（2016年11月18日、フジテレビ） - 清美 役[50]
- 暴太郎戦隊ドンブラザーズ ドン20話（2022年7月17日、テレビ朝日） - 三枝玲子（声） 役[51]
- ワカコ酒 （BSテレビ東京） - 村崎ヒトミ 役
  - Season7 第10話（2023年9月5日）
  - Season8 第10話（2025年3月12日）
- Maybe 恋が聴こえる（2023年10月17日 - 12月22日、TBS） - 桃井奈美恵 役[52]

### ラジオ
- 島崎和歌子のイベントジャングル（ラジオ日本）※ 月 - 金 22:20 - 22:30
- くわまん・和歌子のサタ×サタ（2000年 - 2002年、文化放送）[53]
- デーモン小暮 ニッポン全国 ラジベガス（2005年、ニッポン放送） ※ 水曜パートナー
- 東貴博 ニッポン全国 ラジベガス（2005年 - 2006年、ニッポン放送）  ※ 水曜パートナー
- でる得スタジオ（文化放送）
- 上柳昌彦 ごごばん!（2010年10月 - 2011年12月、ニッポン放送） ※ 月曜レギュラー[54]
- 龍角散 presents のどの窓（2021年10月3日、10日、17日、24日、TBSラジオ） - ゲスト

### ウェブテレビ
- 和田アキ子 史上初の誕生会生中継（2019年4月10日、AbemaTV）[55]

### ビデオ
- 厄災仔寵（1999年、ケイエスエス） - さなえ 役

### CM
- 四国銀行（1990年 - ）
  - デビュー当時から広告キャラクターを務めている。1990年代にはCMソングも歌っていた。
- 郡山駅ビル サンシティ（現：エスパル郡山店）
- 花王 ソフィーナ「リキッドファンデーションUV」（1990年）※ 安田成美と共演
- ヤマザキビスケット「テディグラハムビスケット」（1990年）
- 大塚食品「マイクロマジック」
- 明治製菓（現：明治）「イソジン」
- エバラ食品工業[56]
- アース製薬「バスロマン」
- 城南建設「住宅情報館」
- シダックス
- アサヒフードアンドヘルスケア「パーフェクトアスタコラーゲン」（2011年 - ）
- 木下工務店「木下の賃貸CM『張り込み篇』」（2012年）※ 髙橋大輔と共演

### 映画
- スキ!（1990年、東宝） - 双葉 役 ※主演[57]
- 乙女物語 あぶないシックスティーン（1991年） - 有沢千芽 役
- ふたり（1991年） - 中西敬子 役
- 超少女REIKO（1991年、東宝） - 内田由美 役
- あぶない刑事リターンズ（1996年、東映） - 佐伯真理 役
- 理由（2004年） - 占有屋の若い女 役　※キネマ旬報ベストテン第6位
- TWILIGHT FILE VI「Quarter」（2009年、ミライ） - 佐伯美夜 役
- 暴太郎戦隊ドンブラザーズ THE MOVIE 新・初恋ヒーロー（2022年、東映） - 三枝玲子 役[58][59]

### 劇場アニメ
- ポッピンQ（2016年） - 小湊恵理子 役[16]

## ディスコグラフィ
- ユニバーサルミュージックのJ-POPセクションであるNAYUTAWAVE RECORDSレーベル（旧ポリドール）に所属。事務所の意向から1994年を以て一旦歌手活動を退いている。
- 1999年のRiskyは、いわゆる企画ものアーティストとしてavax tuneから発売。
- 2005年の仮初小学校は乙三の楽曲としてベルウッド・レコードから発売。

### シングル
| #                    | 発売日          | A/B面      | タイトル                     | 作詞       | 作曲       | 編曲       | 規格品番   |
| ポリドール           | ポリドール      | ポリドール | ポリドール                   | ポリドール | ポリドール | ポリドール | ポリドール |
| -------------------- | --------------- | ---------- | ---------------------------- | ---------- | ---------- | ---------- | ---------- |
| 1                    | 1989年 5月5日   | A面        | 弱っちゃうんだ               | 売野雅勇   | 都志見隆   | 信田かずお | 0DX-1597   |
| 1                    | 1989年 5月5日   | B面        | ゼロのKISS                   | 売野雅勇   | 都志見隆   | 信田かずお | 0DX-1597   |
| 2                    | 1989年 7月7日   | A面        | 元気がソレを許さない         | 売野雅勇   | 都志見隆   | 京田誠一   | 0DX-1599   |
| 2                    | 1989年 7月7日   | B面        | 好きなのに                   | 奥野敦子   | 奥野敦子   | 京田誠一   | 0DX-1599   |
| 3                    | 1989年 10月10日 | A面        | 恋のピー・カ・ブー           | 売野雅勇   | 都志見隆   | 西平彰     | 0DX-1600   |
| 3                    | 1989年 10月10日 | B面        | 女の子にさよなら             | 奥野敦子   | 奥野敦子   | 西平彰     | 0DX-1600   |
| 4                    | 1990年 3月21日  | 01         | 南南西                       | 麻生香太郎 | あすなろ   | 竜崎孝路   | PODH-1001  |
| 4                    | 1990年 3月21日  | 02         | 赤道直下型の誘惑             | 売野雅勇   | 筒美京平   | 竜崎孝路   | PODH-1001  |
| 5                    | 1990年 8月29日  | 01         | J・Jがいた夏                 | 阿久悠     | 井上大輔   | 山中紀昌   | PODH-1018  |
| 5                    | 1990年 8月29日  | 02         | 知らない誰かに愛されている   | 阿久悠     | 井上大輔   | 山中紀昌   | PODH-1018  |
| 6                    | 1991年 2月25日  | 01         | My Darling あんちくしょう    | 阿久悠     | 井上大輔   | 山中紀昌   | PODH-1030  |
| 6                    | 1991年 2月25日  | 02         | ちょっとアハハ               | 阿久悠     | 井上大輔   | 山中紀昌   | PODH-1030  |
| 7                    | 1991年 10月25日 | 01         | ドリーム・ストライカー       | 田口俊     | 杉真理     | 京田誠一   | PODH-1056  |
| 7                    | 1991年 10月25日 | 02         | 異邦人〜ストラニエーロ〜     | 田口俊     | 杉真理     | 京田誠一   | PODH-1056  |
| 8                    | 1993年 3月3日   | 01         | 何かいい事きっとある         | 武田鉄矢   | 芹澤廣明   | 小西貴雄   | PODH-1136  |
| 8                    | 1993年 3月3日   | 02         | Little Love                  | 伊藤薫     | 伊藤薫     | 小西貴雄   | PODH-1136  |
| 9                    | 1993年 10月25日 | 01         | HのあとにはI(愛)がある       | 下地亜記子 | 井上大輔   | 杉山卓夫   | PODH-1167  |
| 9                    | 1993年 10月25日 | 02         | ちぎれそうなラプソディ       | 伊藤薫     | 伊藤薫     | 山中紀昌   | PODH-1167  |
| avex trax            |                 |            |                              |            |            |            |            |
| 10                   | 1999年 4月21日  | 01         | My life is…                  | 秋元康     | 織田哲郎   | 明石昌夫   | AVDD-20323 |
| 10                   | 1999年 4月21日  | 02         | Fuse                         | 秋元康     | 星野靖彦   | 星野靖彦   | AVDD-20323 |
| ベルウッド・レコード |                 |            |                              |            |            |            |            |
| 11                   | 2005年 11月9日  | 01         | 仮初小学校                   | 大竹創作   | 大竹創作   | 乙三       | BZCM-1015  |
| NAYUTAWAVE RECORDS   |                 |            |                              |            |            |            |            |
| 12                   | 2009年 1月28日  | 01         | Happy Life〜明日に向かって〜 | 岡本真夜   | 岡本真夜   | 市川淳     | UPCH-80104 |
| 12                   | 2009年 1月28日  | 02         | 世界でいちばん熱い夏         | 富田京子   | 奥居香     | 市川淳     | UPCH-80104 |

### アルバム
- マシュマロ・キッス（1989年11月21日）
- ブルージィ・バケーション（1994年9月24日）
- 島崎和歌子 ゴールデン☆ベスト（2024年4月17日）

### その他
- アフリカのクリスマス - ポリドールが企画したクリスマスをテーマにしたオムニバスアルバム『White Album'90』（1990年11月10日）の7曲目。平沢進 with 島崎和歌子名義。
- 島崎和歌子 20th anniversary BOX - 2008年発売。仮初小学校までの全楽曲を収録した2枚組CD＋DVD映像を納めたコレクターズ・ボックス。

### タイアップ曲
| 年     | 楽曲                         | タイアップ                                                        |
| ------ | ---------------------------- | ----------------------------------------------------------------- |
| 1989年 | 元気がソレを許さない         | フジテレビ系特撮テレビドラマ「魔法少女ちゅうかないぱねま!」挿入歌 |
| 1989年 | 恋のピー・カ・ブー           | フジテレビ系特撮テレビドラマ「魔法少女ちゅうかないぱねま!」挿入歌 |
| 1989年 | 女の子にさよなら             | OVA「冥王計画ゼオライマー」挿入歌                                 |
| 1991年 | ドリーム・ストライカー       | テレビ東京系テレビアニメ「燃えろ!トップストライカー」OPテーマ     |
| 1991年 | 異邦人〜ストラニエーロ〜     | テレビ東京系テレビアニメ「燃えろ!トップストライカー」EDテーマ     |
| 1993年 | 何かいい事きっとある         | 東宝配給アニメ映画「ドラえもん のび太とブリキの迷宮」EDテーマ     |
| 1999年 | My life is…                  | TBS系「オールスター感謝祭'99春」EDテーマ                          |
| 2009年 | Happy Life〜明日に向かって〜 | CBC・TBS系ひるドラ「オーバー30」主題歌                            |

## 著書
- 美人（2012年2月24日、主婦と生活社）ISBN 978-4-391-14156-6

### 写真集
- Windy Kiss（1991年12月1日、TIS、撮影：木村晴）ISBN 4847022262
- wakako（2001年12月、バウハウス、撮影：宮澤正明）ISBN 4894616718